# Constante de Stefan-Boltzmann

Gráfico dóblemente logarítmico de la Ley de desplazamiento de Wien y de la excitancia radiante frente a la temperatura del cuerpo negro. Las flechas rojas indican que los cuerpos negros 5780 K tienen un pico de longitud de onda de 501 nm y una salida radiante de 63,3 MW / m²

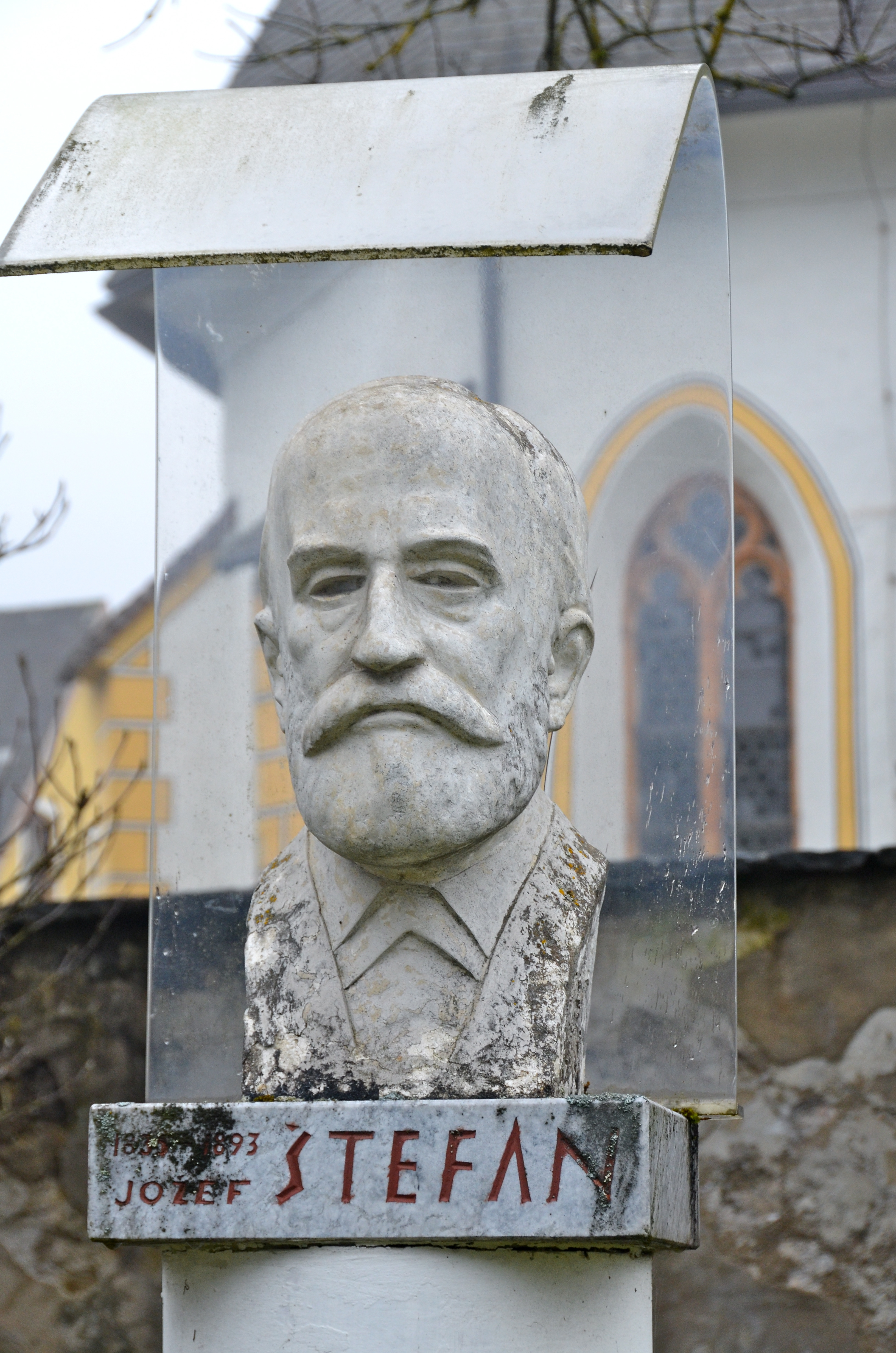
Busto de Josef Stefan en Carintia (Austria).

La constante de Stefan-Boltzmann (también llamada constante de Stefan), una constante física simbolizada por la letra griega σ, es la constante de proporcionalidad en la ley de Stefan-Boltzmann, donde «la intensidad (física) total irradiada sobre todas las longitudes de onda se incrementa a medida que aumenta la temperatura» de un cuerpo negro que es proporcional a la cuarta potencia de la temperatura termodinámica. La teoría de la radiación térmica establece la teoría de la mecánica cuántica, por medio del uso de la física para relacionarse con los niveles moleculares, atómicos y subatómicos. El físico esloveno Josef Stefan formuló la constante en 1879, y más tarde fue derivada en 1884 por el físico austriaco Ludwig Boltzmann. La ecuación también se puede derivar de la ley de Planck, al integrar sobre todas las longitudes de onda a una temperatura dada representará un cuerpo negro como cajita plana. «La cantidad de radiación térmica emitida aumenta rápidamente y la frecuencia principal de la radiación se hace mayor con el aumento de las temperaturas.»  La constante de Stefan-Boltzmann se puede utilizar para medir la cantidad de calor emitida por un cuerpo negro, el cual absorbe toda la energía radiante que le golpea, y emitirá posteriormente toda esa energía. Además, la constante de Stefan-Boltzmann permite a la temperatura (K) convertirse a unidades de intensidad (W/m²), que es la potencia por unidad de área.
El valor de la constante de Stefan-Boltzmann dado en unidades del SI es:
{\displaystyle \sigma \;\approx \;5.670\,374\,419\times 10^{-8}\ {\rm {\frac {W}{m^{2}\cdot K^{4}}}}}
En unidades cgs la constante de Stefan–Boltzmann es:
{\displaystyle \sigma \approx 5.6704\times 10^{-5}\ {\textrm {erg}}\,{\textrm {cm}}^{-2}\,{\textrm {s}}^{-1}\,{\textrm {K}}^{-4}.}
{\displaystyle \sigma \approx 11.7\times 10^{-8}\ {\textrm {cal}}\,{\textrm {cm}}^{-2}\,{\textrm {dia}}^{-1}\,{\textrm {K}}^{-4}.}
En unidades reglamentarias estadounidenses, la constante de Stefan–Boltzmann es:
{\displaystyle \sigma =0.1714\times 10^{-8}\ {\textrm {BTU}}\,{\textrm {hr}}^{-1}\,{\textrm {ft}}^{-2}\,{\textrm {R}}^{-4}.}

El valor de la constante de Stefan-Boltzmann es derivable así como experimentalmente determinable (véase ley de Stefan-Boltzmann). Puede definirse en términos de la constante de Boltzmann como:
| Símbolo                     | Nombre                          | Valor           | Unidad      |
| --------------------------- | ------------------------------- | --------------- | ----------- |
| {\displaystyle \sigma }     | Constante de Stefan-Boltzmann   | 5.670374419E-8  | W / (m2 K4) |
| {\displaystyle k_{\rm {B}}} | Constante de Boltzmann          | 1.380649E-23    | J / K       |
| {\displaystyle h}           | Constante de Planck             | 6.62607015E-34  | J s         |
| {\displaystyle \hbar }      | Constante de Planck reducida    | 1.054571817E-34 | J s         |
| {\displaystyle c}           | Velocidad de la luz en el vacío | 299792458       | m / s       |

El valor recomendado del CODATA es calculado a partir del valor medido de la constante de los gases:
| Símbolo                                | Nombre                                              | Valor                 | Unidad      |
| -------------------------------------- | --------------------------------------------------- | --------------------- | ----------- |
| {\displaystyle \sigma }                | Constante de Stefan-Boltzmann                       | 5.670374419E-8        | W / (m2 K4) |
| {\displaystyle R}                      | Constante universal de los gases                    | 8.314472              | J / (mol K) |
| {\displaystyle N_{\rm {A}}}            | Constante de Avogadro                               | 6.022140857(62)E23    | mol-1       |
| {\displaystyle h}                      | Constante de Planck                                 | 6.62607015E-34        | J s         |
| {\displaystyle c}                      | Velocidad de la luz en el vacío                     | 299792458             | m / s       |
| {\displaystyle R_{\infty }}            | Constante de Rydberg                                | 1.0973731568539(55)E7 | m-1         |
| {\displaystyle M_{\rm {u}}}            | Constante de masa molar (por definición, 1 g / mol) | 0.99999999965(30)E-3  | kg / mol    |
| {\displaystyle \alpha }                | Constante de estructura fina                        | 0.0072973525693(11)   |             |
| {\displaystyle A_{\rm {r}}({\rm {e}})} | Masa atómica relativa del electrón                  |                       |             |

La fórmula dimensional es M1L0T-3K-4.
Una constante relacionada es la constante de radiación (o constante de densidad de radiación) que está dada por:
{\displaystyle a={\frac {4\sigma }{c}}=7.5657\times 10^{-15}{\textrm {erg}}\,{\textrm {cm}}^{-3}\,{\textrm {K}}^{-4}=7.5657\times 10^{-16}{\textrm {J}}\,{\textrm {m}}^{-3}\,{\textrm {K}}^{-4}.}